# Possessionat

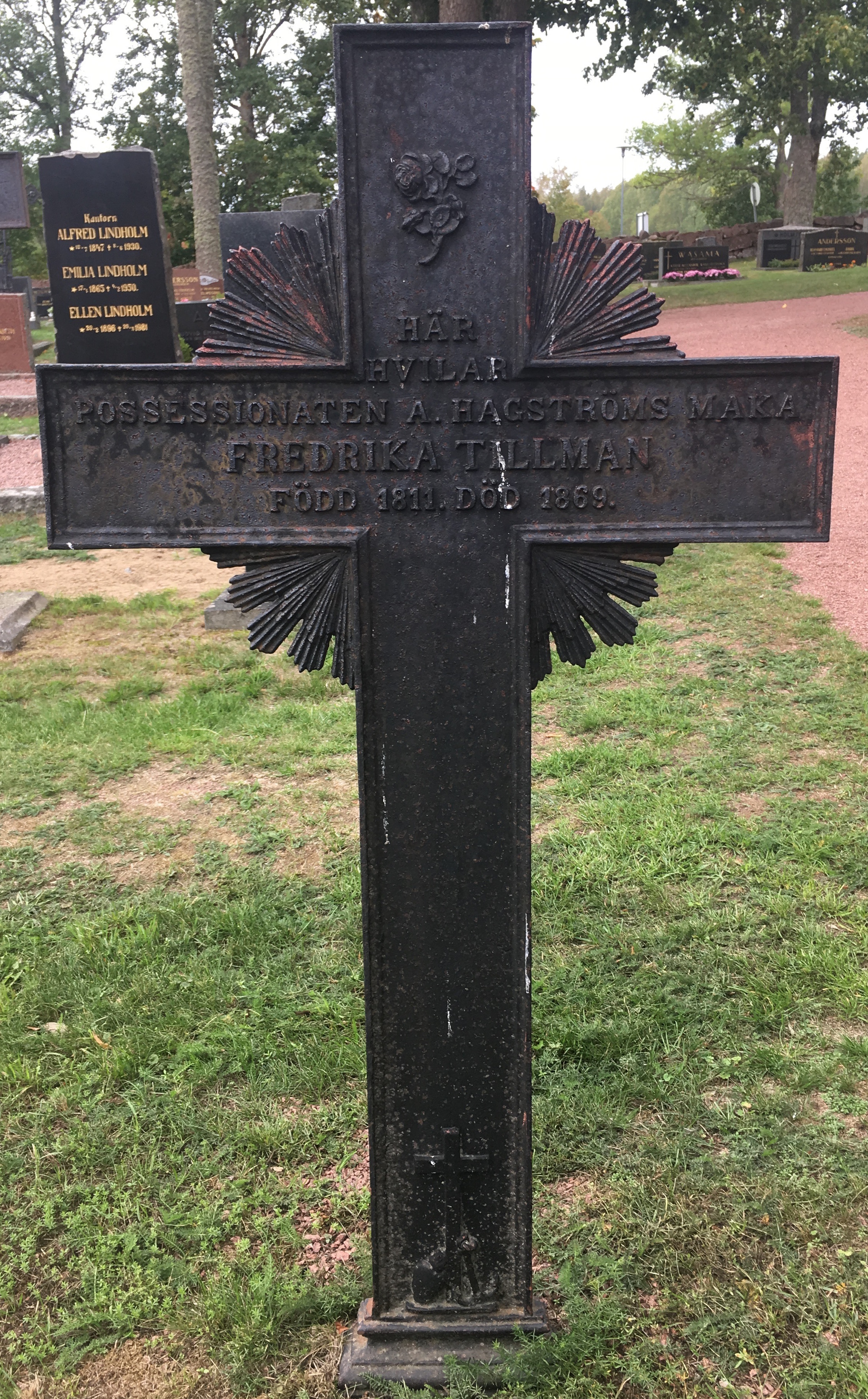
”Possessionat” blev en självmedveten social titel. Gravkors från 1869 med ordet possessionat vid Sunds kyrka, Åland.

Possessionat var på svenska språket en benämning på ägare av större egendomar i Sverige och Finland. Possessionat var dels en kategori i Sveriges befolkningsstatistik, dels en social titel.
Tabellkommissionen införde ”possessionat” som statistisk term i 1802 års statistiska frågeformulär. Senare under 1800-talet blev possessionat en social titel för innehavare av större lantegendomar. Från Finland finns en uppgift om att possessionat var en social titel vikt för ofrälse ståndspersoner som ägde gods, till skillnad från adliga godsägare, som benämndes godsägare (förutom adelstiteln). På 1900-talet uppfattades ordet som ålderdomligt eller skämtsamt.
”Possessionat” har även betecknat innehavare av fastighet i stor stad eller järnbruksägare.